# Supreme Headquarters Allied Powers Europe
Das Supreme Headquarters Allied Powers Europe (abgekürzt SHAPE), deutsch Oberkommando oder Oberstes Hauptquartier der Alliierten Streitkräfte in Europa, ist das Hauptquartier des Allied Command Operations (ACO, deutsch Alliiertes Kommando (für) Operationen) der NATO in Mons, Belgien, das neben dem Allied Command Transformation (ACT) dem NATO-Hauptquartier unterstellt ist. Geführt wird es vom Supreme Allied Commander Europe (SACEUR; deutsch Oberster alliierter Befehlshaber Europa). Dieser Posten ist immer mit einem US-General oder US-Admiral besetzt, der zugleich auch das Kommando der US-Truppen in Europa führt.

## Standort

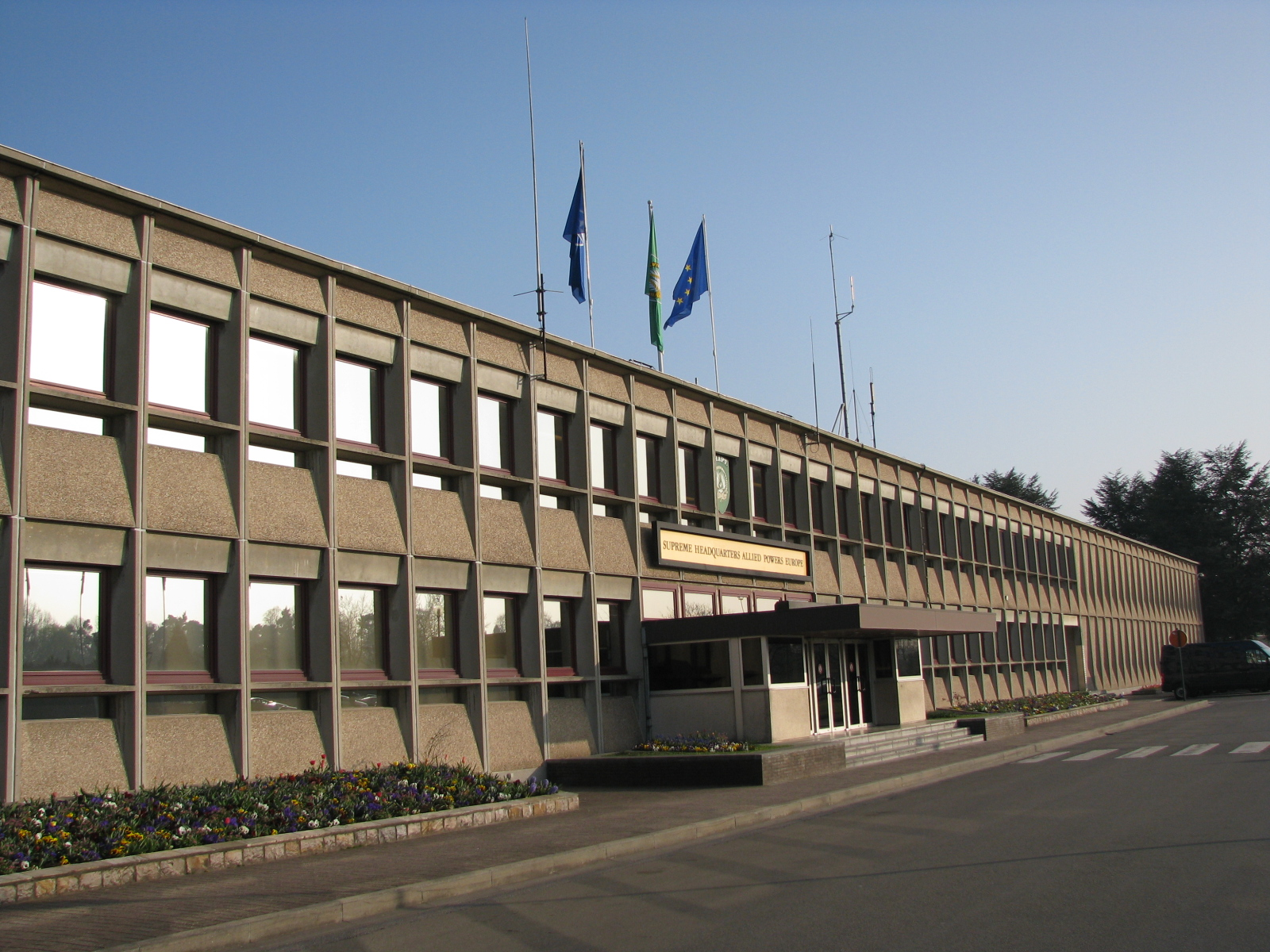
SHAPE-Eingangsgebäude (außerhalb Sicherheitsbereich)

Ursprünglich befand sich SHAPE ab Juli 1951 in Rocquencourt bei Paris (48° 50′ 39,9″ N, 2° 6′ 26,3″ O), nach Frankreichs Rückzug aus NATO-Strukturen wurde SHAPE am 31. März 1967 nach Casteau in Belgien verlegt. Das Gelände nördlich der Straße zwischen Mons und Casteau wurde 1825 von den niederländischen Streitkräften und nach 1830 von den Belgischen Streitkräften in ein Militärlager umgewandelt. Casteau wurde 1977 zur Gemeinde Soignies eingemeindet, das Geländes des Hauptquartiers von SHAPE jedoch abgetrennt und der Stadt Mons zugeschlagen. Am SHAPE-Standort befindet sich ebenfalls das SHAPE Operation Centre (SHOC) sowie ein großer Teil der NATO Communications and Information Agency (NCI Agency).

## Strukturen

### Frühere Strukturen während des Kalten Krieges
Die frühere NATO-Kommandostruktur in den 1980er Jahren stellte sich folgendermaßen dar:
Das Allied Command Europe (ACE) wurde durch das Hauptquartier SHAPE unter Führung des Supreme Allied Commander Europe (SACEUR) (dt. Alliierter Oberbefehlshaber Europa) in Mons, Belgien geführt. SHAPE waren dabei drei Regionalkommandos sowie drei weitere Kommandostellen direkt unterstellt:
- Allied Forces Northern Europe (AFNORTH; Alliierte Streitkräfte Nordeuropa) mit dem Hauptquartier in Kolsås, Norwegen,
- Allied Forces Central Europe (AFCENT; Alliierte Streitkräfte Mitteleuropa) mit dem Hauptquartier in Brunssum in den Niederlanden,
- Allied Forces Southern Europe (AFSOUTH, Alliierte Streitkräfte Südeuropa) mit dem Hauptquartier in Neapel, Italien,
- Headquarters United Kingdom Air Forces (UKAIR; Britische Luftverteidigungsregion) in High Wycombe,
- Allied Command Europe Mobile Forces (AMF; mobile Eingreiftruppe des Allied Command Europe) mit Hauptquartier in Heidelberg,
- NATO Airborne Early Warning & Control Force Command (NAEW; NATO-Frühwarnverband) in Mons, Belgien.

Dem Regionalkommando für Nordeuropa (AFNORTH) war zudem die Kommandobehörde Allied Command Baltic Approaches (BALTAP; dt. etwa: Alliierte Seestreitkräfte Ostseezugänge) mit Hauptquartier in Karup, Dänemark, unterstellt. BALTAP wiederum waren die Landstreitkräfte in Jütland und Schleswig-Holstein – das Allied Land Forces Schleswig-Holstein and Jutland (LANDJUT) in Rendsburg – sowie die Ostsee-Streitkräfte (NAVBALT) in Kiel-Holtenau untergeordnet. Zudem waren AFNORTH zwei weitere Kommandobehörden in Norwegen unterstellt:
- Allied Command South Norway (SONOR; Alliierte Streitkräfte Südnorwegen) mit Hauptquartier in Oslo,
- Allied Command North Norway (NON; Alliierte Streitkräfte Nordnorwegen) mit Hauptquartier in Bodø.

Dem Regionalkommando für Mitteleuropa (AFCENT) waren zwei Heeresgruppen unterstellt: die Northern Army Group (NORTHAG; Heeresgruppe Nord) in Rheindahlen und die Central Army Group (CENTAG; Heeresgruppe Mitte) in Heidelberg. Zudem unterstanden AFCENT die Allied Air Forces Central Europe (AAFCE; Alliierte Luftstreitkräfte Mitteleuropa) auf der Ramstein Air Base. Diesem Kommando wiederum unterstanden zwei Luftflotten: 2nd Allied Tactical Air Force (2ATAF; 2. Alliierte Taktische Luftflotte) in Rheindahlen und die 4th Allied Tactical Air Force (4ATAF; 4. Alliierte Taktische Luftflotte) in Ramstein bzw. Heidelberg.
Dem Regionalkommando für Südeuropa (AFSOUTH) gehörten folgende Kommandobehörden an:
- Allied Land Forces South Europe (LANDSOUTH; Alliierte Landstreitkräfte Südeuropa) in Verona, Italien,
- Allied Land Forces Southeast Europe (LANDSOUTHEAST; Alliierte Landstreitkräfte Südosteuropa) in Izmir, Türkei,
- Allied Air Forces South Europe (AIRSOUTH; Alliierte Luftstreitkräfte Südeuropa) in Neapel, Italien,
- Allied Naval Forces South Europe (NAVSOUTH; Alliierte Seestreitkräfte Südeuropa) in Neapel,
- Naval Striking and Support Forces, Southern Europe (STRIKEFORSOUTH; Einsatz- und Unterstützungsseestreitkräfte Südeuropa) in Neapel.

### Struktur 2010–2013
Seit der Transformation der NATO 2004 waren dem Allied Command Operations (SHAPE) in Mons, Belgien drei operative Hauptkommandos nachgeordnet:
- Allied Joint Force Command Brunssum (JFC Brunssum) in Brunssum, Niederlande,
- Allied Joint Force Command Naples (JFC Naples) in Neapel, Italien,
- Allied Joint Command Lisbon (JC Lisbon) Lissabon, Portugal.

Die Kommandos unterschieden sich in ihrer Zusammensetzung. Den drei JFCs waren jeweils drei Allied Commands (AC) für die Kriegsführung zu Land, Luft und Wasser unterstellt.

#### JFC Brunssum
Dem Joint Force Command Brunssum (JFC-Brunssum) in den Niederlanden waren die nachstehenden Component Commands operationell unterstellt.
- Allied Air Command Ramstein (AC Ramstein) – Alliierte Luftstreitkräfte in Ramstein, Deutschland (bis März 2010: Component Command-Air Ramstein (CC-AIR Ramstein))
  -  Combined Air Operations Centre-1 (CAOC-1) in Finderup bei Viborg, Dänemark
  -  Combined Air Operations Centre-2 (CAOC-2) in Uedem, Deutschland (verlegefähig)
- Allied Maritime Command Northwood (MC Northwood) – Alliierte Seestreitkräfte in Northwood, Vereinigtes Königreich (bis März 2010: Component Command Maritime Northwood (CC-MAR Northwood))
- Allied Force Command Headquarters Heidelberg (FC Heidelberg) – Alliierte Landstreitkräfte in Heidelberg,  (zuvor: Component Command Land Heidelberg (CC-LAND Heidelberg))

#### JFC Naples
Dem Joint Force Command Naples (JFC-Naples) in Italien waren die nachstehenden Component Commands operationell unterstellt.
- Allied Air Command Headquarters Izmir (AC Izmir) – Alliierte Luftstreitkräfte in Izmir, Türkei (zuvor: Component Command Air Izmir (CC-AIR Izmir))
  -  Combined Air Operations Centre-3 (CAOC-5) in Poggio Renatico, Italien (verlegefähig)
  -  Combined Air Operations Centre-4 (CAOC-7) in Larisa, Griechenland
- Allied Maritime Command Headquarters Naples (MC Naples) – Alliierte Seestreitkräfte in Neapel, Italien (zuvor: Component Command  Maritime Naples (CC-MAR Naples))
- Allied Force Command Headquarters Madrid (FC Madrid) – Alliierte Landstreitkräfte in Madrid, Spanien (zuvor: Component Command Land Madrid (CC-LAND Madrid))

#### JFC Lisbon
Dem Joint Force Command Lisbon (JFC-Lisbon) in Portugal war das nachstehenden Component Command für den Einsatz unterstellt.
- Allied Force Command Headquarters Lisbon (FC Lisbon) – Alliierte Landstreitkräfte in Oeiras bei Lissabon, Portugal

### Struktur seit 2013

#### Operative Ebene
Dem Allied Command Operations (ACO) in Mons, Belgien sind zwei operative Hauptkommandos nachgeordnet:
- Allied Joint Force Command Brunssum (JFC Brunssum) in Brunssum, Niederlande
- Allied Joint Force Command Naples (JFC Naples) in Neapel, Italien

#### Taktische Ebene
Dazu kommen auf der taktischen Ebene drei Allied Commands (AC) für Operationen zu Land, Luft und See:
- Allied Land Command (LANDCOM) – Alliierte Landstreitkräfte in Izmir, Türkei
- Allied Air Command (AIRCOM) – Alliierte Luftstreitkräfte in Ramstein, Deutschland – mit den drei nachgeordneten Luftoperationszentralen:
  -  Combined Air Operations Centre (CAOC) Uedem, Deutschland (verlegefähig)
  -  Combined Air Operations Centre (CAOC) Torrejón, Spanien (verlegefähig)
  -  Deployable Air Command and Control Centre (DACCC) Poggio Renatico, Italien (verlegefähig)
- Allied Maritime Command (MARCOM) – Alliierte Seestreitkräfte in Northwood, Vereinigtes Königreich
- NATO CIS Group – Gruppierung Kommunikations- und Informationssysteme in Mons, Belgien mit drei Fernmelde-Bataillonen in Wesel, Deutschland, Grazzanise, Italien und Bydgoszcz, Polen.

Außerdem ist SHAPE noch für folgende ständige Kommandos zuständig:
- NATO Airborne Early Warning & Control Force Command (NAEW&C Force Command) in Geilenkirchen-Teveren, Deutschland – NATO Luftfrühwarn-Kommando
- Naval Striking and Support Forces – STRIKFORNATO – in Oeiras Portugal – Kommando für maritime Operationen,

einem fliegenden Einsatzverband, das nach Maßgabe von AIRCOM operiert
- NATO Intelligence, Surveillance, and Reconnaissance Force – NISRF –  (aufgestellt 2015)

und den vier ständigen maritimen Einsatzverbänden, sie stehen unter dem Kommando von MARCOM und gehören zur NATO Response Force (NRF)
- Standing NATO Maritime Group 1 – SNMG1 –
- Standing NATO Maritime Group 2 – SNMG2 –
- Standing NATO Mine Countermeasures Group 1 – SNMCMG1 –
- Standing NATO Mine Countermeasures Group 2 – SNMCMG2 –

#### Rapidly Deployable Corps Headquarters
Zusätzlich kann  SHAPE bei Bedarf noch auf neun Rapidly Deployable Corps Headquarters (dt.: „schnell einsetzbare Korpshauptquartiere“) zugreifen, die beispielsweise die Einsatzkontingente bei internationalen Missionen wie der ISAF-Mission befehligen:
- Allied Command Europe Rapid Reaction Corps (ARRC) in Innsworth, Vereinigtes Königreich
- Rapid Deployable Italian Corps (NRDC-ITA) in Solbiate Olona bei Mailand, Italien
- Rapid Deployable Turkish Corps (NRDC-T) in Şişli nahe Istanbul, Türkei
- Rapid Deployable German-Netherlands Corps (1 (GE/NL) Corps) in Münster, Deutschland
- Rapid Deployable Spanish Corps (NRDC-Spain) in Valencia, Spanien
- Rapid Deployable French Corps in Lille, Frankreich
- Eurokorps in Straßburg, Frankreich; kann nach einer Vereinbarung auch für NATO-Missionen eingesetzt werden
- Multinational Corps Northeast – Stettin, Polen
- Multinational Corps Southeast – Hermannstadt, Rumänien
- NATO Deployable Corps – Griechenland

## Allied Command Transformation
Das andere strategische Hauptquartier der NATO, das Allied Command Transformation (ACT) (früher Allied Command Atlantic, ACLANT) ist für die Weiterentwicklung und Transformation der militärischen Fähigkeiten der NATO zuständig. Es befindet sich in Norfolk, Virginia, und untersteht dem Supreme Allied Commander Transformation (SACT).

## Sonstiges
Am SHAPE befindet sich außerdem der Sitz der Bundeswehrverwaltungsstelle für Belgien.